# Stray Kids
Stray Kids (koreanisch 스트레이 키즈), abgekürzt SKZ, ist eine südkoreanische Boygroup der vierten K-Pop-Generation unter JYP Entertainment, die 2017 im Zuge der gleichnamigen Reality-Show gebildet wurde. Die Gruppe besteht aus acht Mitgliedern: Bang Chan, Lee Know, Changbin, Hyunjin, Han, Felix, Seungmin und I.N. Gründungsmitglied Woojin verließ die Gruppe am 28. Oktober 2019 aufgrund von ungenannten persönlichen Gründen. Stray Kids veröffentlichten die Pre-Debut-EP Mixtape im Januar 2018, und debütierten offiziell am 25. März mit I Am Not. Die Fans der Gruppe werden als STAY bezeichnet und der Name soll die Loyalität der Fandom widerspiegeln. Dies wird auch in ihrem Slogan "Stray Kids everywhere all around the world. You make Stray Kids stay!" integriert.
Bei der Zuordnung einer Generation von Stray Kids sind sich die Quellen nicht einig. Mehrere Quellen ordnen sie der dritten, andere wiederum der vierten Generation zu. Ausgehend vom Debütdatum 25. März 2018 würden sie definitiv noch zur dritten Generation gehören. Jedoch aufgrund ihres aufsteigenden Erfolgs seit dem Jahre 2020 und dem Titel "4th Gen Leaders" gelten sie als eine der erfolgreichsten Gruppen der 4. K-Pop-Generation und werden auch dieser zugeordnet.
Die Boyband wird in 3 Subunits unterteilt, welche den Hauptfokus und das Talent der einzelnen Mitglieder kategorisiert. Dabei werden alle Untergruppen mit dem Wort RACHA gebildet, welches für die 3 Mitglieder pro Untergruppe steht. Die Hip-Hop-Subgruppe 3RACHA besteht aus Bang Chan, Changbin und Han. 3RACHA wurde schon 2016 geformt lange bevor die Gruppe an sich zusammengekommen ist und bildet somit auch den Grundstein der Boygroup. Der Name 3RACHA war ursprünglich aus einem Wortspiel der thailändischen Sauce Sriracha entstanden. Das Trio ist zugleich Stray Kids’ Songwriter-Trio und waren bis dato in jedem Song der Gruppe sowohl beim Verfassen der Texte, als auch als Produzenten involviert. Stray Kids gilt damit als eine selbst produzierende Gruppe und die einzelnen Mitglieder verfügen über hunderte an Urheberrechten. Stand 2024 besitzt jedes Mitglied 3RACHAs über 150 Urheberrechte und liegen hiermit in den Top 20 Idols laut der Korea Music Copyright Association. Darunter ist Bang Chan in den Top 5 mit etwa 195. Eine weitere Subgruppe ist DanceRACHA, welche aus Lee Know, Hyunjin und Felix besteht. Diese Untergruppe fokussiert sich auf die Mitglieder mit einem besonderen Tanztalent, diese sind oft im Fokus während der schwierigen Tanzchoreos. VocalRACHA ist die dritte Untergruppe mit den Mitgliedern Seungmin und I.N (vor dem Ausstieg auch Woojin), welche vor allem für Gesang in den Liedern eingesetzt werden.

## Geschichte

### 2017: Entstehung im Zuge einer Reality-Show
Im August 2017 gab JYP Entertainment offiziell bekannt, dass durch die neue Survival-Show der Agentur eine Boygroup entstehen sollte. In den folgenden zwei Monaten wurden weitere Informationen und Teaser veröffentlicht, darunter auch der Titel der Survival-Show – Stray Kids.
Vor ihrem Debüt brachten sie ihr erstes Musikvideo zu dem Song Hellevator heraus, der später als digitale Single veröffentlicht wurde.
Die Show Stray Kids begann am 17. Oktober 2017. Während der Show wurden zeitweise zwei Mitglieder – Felix und Lee Know – durch einen Elimination Prozess aus der Survival-Show herausgenommen. Sie wurden jedoch beide später wieder einbezogen und so wurde die Gruppe mit allen neun Mitglieder als endgültigen Formation der Boyband gegründet.

### 2018:Mixtape,I Am Not,I Am WhoundI Am You
Nach der Erstellung der offiziellen Website kündigte JYP Entertainment die Pre-Debut-EP Mixtape an. Auf dieser EP finden sich sieben Titel, deren Texte und Melodien zum größten Teil von den Mitgliedern selbst geschrieben wurden, darunter auch „Hellevator“ und andere Songs, die sie während der Survival-Show gespielt haben. Neben dieser EP wurde am 8. Januar auch das Musikvideo für den zweiten Track – Beware (Grrr 총량의 법칙) – und eine Woche später das Musikvideo für Spread My Wings (어린 날개) veröffentlicht. Das Mixtape stieg auf Platz 2 des Gaon Album Charts und der Billboard World Albums ein.
Am 5. März gab JYP Entertainment die Debüt-Darbietung der Gruppe mit dem Titel Stray Kids Unveil: Op. 01: I Am NOT bekannt, die am 25. März in der Jangchun-Arena stattfand. Stray Kids veröffentlichten ihr Debütalbum – I Am Not – einen Tag darauf. Am 26. März kam auch das Musikvideo für den Titeltrack District 9 heraus, das den Rekord für das meistgesehene K-Pop-Debüt-Musikvideo mit 4.274.649 Klicks innerhalb von 24 Stunden brach. Am 30. März wurde das Musikvideo für Grow Up (잘 하고 있어) hochgeladen. Das Musikvideo für Mirror wurde am 22. April veröffentlicht.
Am 5. August 2018 fand die Comebackstage Stray Kids Unveil: Op. 02: I Am WHO statt. Stray Kids veröffentlichte ihr neues Album I Am Who zusammen mit dem Musikvideo des Titeltracks My Pace einen Tag später. Nach und nach wurden für alle Tracks auf dem neuen Album I Am Who Musikvideos veröffentlicht. Am 12. August wurde Insomnia (Street Ver.) hochgeladen, am 15. August Voices (Performance Video), kurz darauf, am 19. August M.I.A (Performance Video), als Nächstes, am 22. August das Video Questions (Street Ver.), Awkward Silence kam am 27. August online und am 5. September wurde sogar für den Album only Track Mixtape #2 ein Video veröffentlicht.
Das dritte und abschließende Album der I-Am-Trilogie, I Am You, kam gemeinsam mit dem Musikvideo zum gleichnamigen Titeltrack am 22. Oktober 2018 heraus.

#### Konzept und Thema derI-Am-Trilogie
Thematisch beschäftigen sich die I-Am-Alben mit der Frage nach der eigenen Identität. I Am Not beschreibt die Erkenntnis, nicht der Mensch zu sein, für den man sich zuvor hielt. I Am Who knüpft daran an und stellt die Frage, wer man denn nun eigentlich sei. Diese Frage versucht I Am You zu beantworten und schlägt vor, sich selbst durch andere Menschen zu finden. Gemeint ist damit, Gemeinsamkeiten mit anderen Personen zu finden, sich gegenseitig zu verstehen und zu unterstützen. Dadurch fände man Schritt für Schritt auch mehr über sich selbst heraus.
Dabei betont Bang Chan, dass dieser Ansatz lediglich Orientierung auf dem Weg zur eigenen Identität bieten soll und auch, dass die Selbstfindung damit nicht abgeschlossen sei.

### 2019:Clé 1: MIROHund Woojins Ausstieg

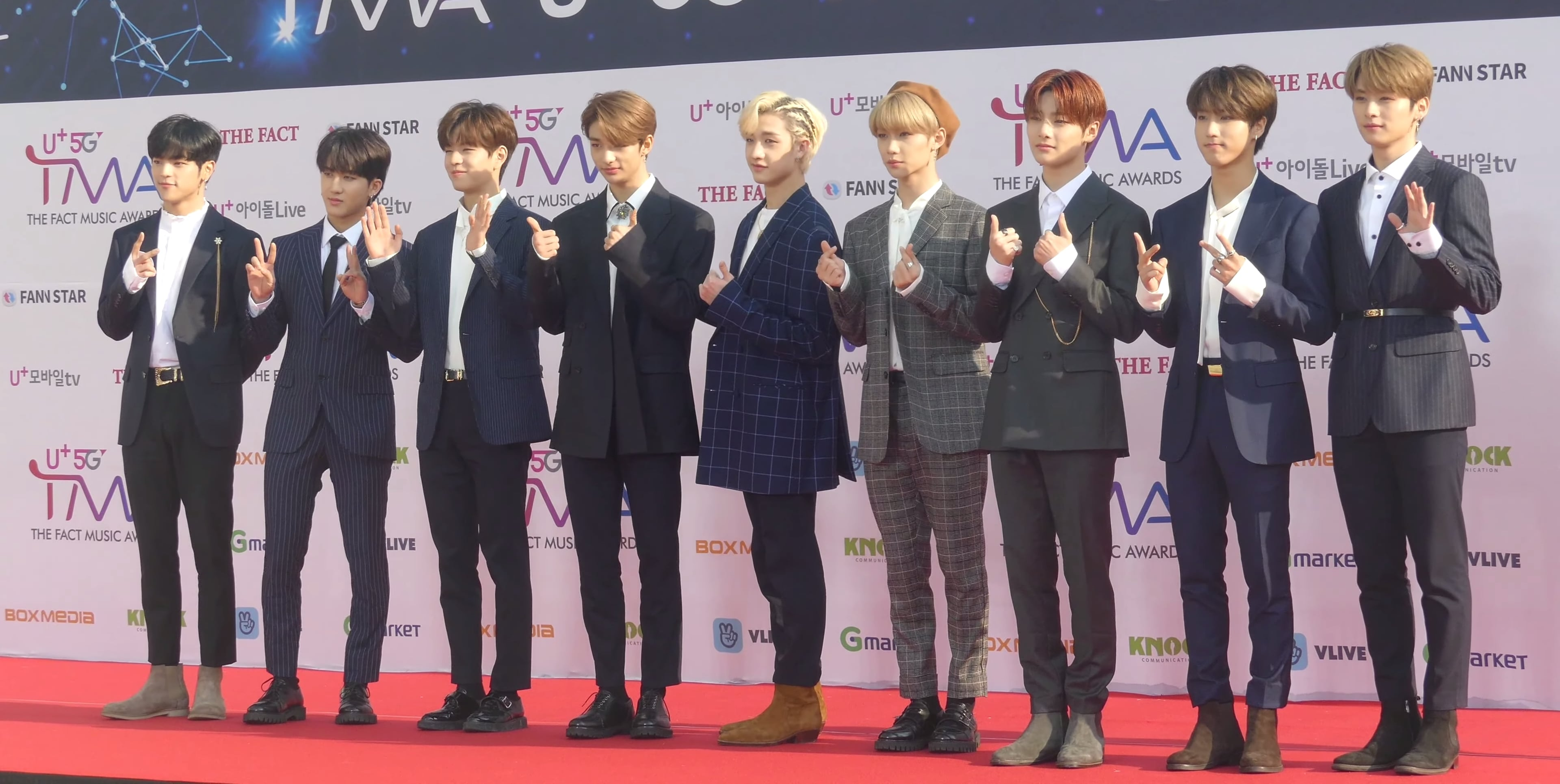
Stray Kids bei The Fact Music Awards (2019)

Am 25. März, ihrem einjährigen Jubiläum, wurde Stray Kids’ vierte EP Clé 1: Miroh veröffentlicht. Mit sieben Liedern plus dem exklusiv auf dem Album enthaltenen Song Mixtape #4 startete eine neue Ära in Stray Kids musikalischer Reise. Nachdem das Musikvideo des Titeltracks Miroh den bisherigen persönlichen Rekord der meisten Views in den ersten 24 Stunden gebrochen hatte, bekam die Gruppe am 4. April ihren ersten Sieg in einer Musikshow. Das Datum 4419 hatte für Stray Kids und den Fanclub Stay schon zuvor eine besondere Bedeutung, da der Song „4419“ aus der Pre-Debüt-EP Mixtape davon erzählt, wie Bang Chans Freunde nacheinander ihr Debüt feiern konnten und er nun alleine im Bus sitzt.
Am 28. Oktober 2019 gab JYP Entertainment bekannt, dass Woojin die Gruppe aus persönlichen Gründen verlassen habe und sein Vertrag aufgelöst wurde. Weiter hieß es, dass die Veröffentlichung des neuen Mini-Albums Clé: Levanter vom 25. November auf den 9. Dezember 2019 verschoben wurde.

### 2020: Debüt in Japan undGo Live
Stray Kids veröffentlichen die englische Version von „Double Knot“ und „Levanter“ als digitale Single Step Out of Clé, zusammen mit einer englischen Version des Musikvideos für „Double Knot“ am 24. Januar 2020.
Am 18. März 2020 hatte die Gruppe ihr Debüt in Japan mit dem Album SKZ2020, welches eine Zusammenstellung von neuen Aufnahmen älterer Titel der Gruppe sowie japanische Versionen der Titel „My Pace“, „Double Knot“ und „Levanter“ enthält.
Das Mixtape Projekt „Mixtape: On Track“ (koreanischer Titel: 바보라도 알아) wurde am 26. März 2020 veröffentlicht.
Stray Kids veröffentlichen am 3. Juni 2020 ihr erstes japanisches Single-Album, welches den Titel „Top“ trägt. Dieses wird als Titelmusik für den Anime Tower of God verwendet. Eine koreanische Version wurde am 13. Mai und eine englische am 20. Mai veröffentlicht.
Am 17. Juni 2020 veröffentlicht die Gruppe ihr erstes Studioalbum Go Live (GO生) mit dem Titelsong „God's Menu“ (神메뉴). Das Album enthält unter anderem die koreanischen Versionen von „Top“ und „Slump“ sowie die zuvor veröffentlichten Titel „Gone Days“ und „On Track“.

## Mitglieder
| Name                 | Geburtsname              | Geburtstag (Alter)      | Geburtsort | Position                       |
| -------------------- | ------------------------ | ----------------------- | ---------- | ------------------------------ |
| Bang Chan 방찬       | Christopher Chan Bahng a | 3. Oktober 1997 (27)    | Seoul      | Team leader Vocal, Dance, Rap  |
| Lee Know 리노        | Lee Min-ho 이민호        | 25. Oktober 1998 (26)   | Gimpo      | Dance leader Vocal, Dance, Rap |
| Changbin 창빈        | Seo Chang-bin 서창빈     | 11. August 1999 (26)    | Yongin     | Vocal, Rap                     |
| Hyunjin 현진         | Hwang Hyun-jin 황현진    | 20. März 2000 (25)      | Seoul      | Vocal, Dance, Rap              |
| Han 한               | Han Ji-sung 한지성       | 14. September 2000 (24) | Incheon    | Vocal, Rap                     |
| Felix 필릭스         | Felix Lee b 이 필릭스    | 15. September 2000 (24) | Sydney     | Vocal, Dance, Rap              |
| Seungmin 승민        | Kim Seung-min 김승민     | 22. September 2000 (24) | Seoul      | Vocal                          |
| I.N 아이엔           | Yang Jeong-in 양정인     | 8. Februar 2001 (24)    | Busan      | Vocal                          |
| Ehemalige Mitglieder |                          |                         |            |                                |
| Woojin 우진          | Kim Woo-jin 김우진       | 8. April 1997 (28)      | Bucheon    | Vocal                          |

## Diskografie

### Studioalben
| Jahr                 | Titel Musiklabel                  | Höchstplatzierung, Gesamtwochen, AuszeichnungChartplatzierungen (Jahr, Titel, Musiklabel, Platzierungen, Wochen, Auszeichnungen, Anmerkungen) | Höchstplatzierung, Gesamtwochen, AuszeichnungChartplatzierungen (Jahr, Titel, Musiklabel, Platzierungen, Wochen, Auszeichnungen, Anmerkungen) | Höchstplatzierung, Gesamtwochen, AuszeichnungChartplatzierungen (Jahr, Titel, Musiklabel, Platzierungen, Wochen, Auszeichnungen, Anmerkungen) | Höchstplatzierung, Gesamtwochen, AuszeichnungChartplatzierungen (Jahr, Titel, Musiklabel, Platzierungen, Wochen, Auszeichnungen, Anmerkungen) | Höchstplatzierung, Gesamtwochen, AuszeichnungChartplatzierungen (Jahr, Titel, Musiklabel, Platzierungen, Wochen, Auszeichnungen, Anmerkungen) | Höchstplatzierung, Gesamtwochen, AuszeichnungChartplatzierungen (Jahr, Titel, Musiklabel, Platzierungen, Wochen, Auszeichnungen, Anmerkungen) | Höchstplatzierung, Gesamtwochen, AuszeichnungChartplatzierungen (Jahr, Titel, Musiklabel, Platzierungen, Wochen, Auszeichnungen, Anmerkungen) | Anmerkungen                                                                                  |
| Jahr                 | Titel Musiklabel                  | KR | JP | DE | AT | CH | UK | US | Anmerkungen                                                                                  |
| -------------------- | --------------------------------- | --- | --- | --- | --- | --- | --- | --- | -------------------------------------------------------------------------------------------- |
| Südkoreanische Alben |                                   | | | | | | | |                                                                                              |
|                      |                                   | | | | | | | |                                                                                              |
| 2020                 | Go 生 JYP Entertainment           | KR1 ×3Dreifachplatin · (… Wo.)KR | JP6 (230 Wo.)JP | DE13 (3 Wo.)DE | AT27 (2 Wo.)AT | CH43 (2 Wo.)CH | — | — | Erstveröffentlichung: 17. Juni 2020 Verkäufe: + 750.000                                      |
| 2020                 | In 生 JYP Entertainment, Dreamus  | KR1 ×3Dreifachplatin · (… Wo.)KR | — | — | — | — | — | — | Erstveröffentlichung: 14. September 2020 Wiederveröffentlichung von Go生 Verkäufe: + 750.000 |
| 2021                 | Noeasy JYP Entertainment, Dreamus | KR1 Diamant · (… Wo.)KR | JP2 (153 Wo.)JP | DE64 (1 Wo.)DE | AT12 (8 Wo.)AT | CH10 (12 Wo.)CH | — | — | Erstveröffentlichung: 23. August 2021 Verkäufe: + 1.000.000                                  |
| 2023                 | 5-Star JYP Entertainment, Dreamus | KR1 ×5Fünffachdiamant · (49 Wo.)KR | JP2 (82 Wo.)JP | DE2 (18 Wo.)DE | AT1 (14 Wo.)AT | CH2 (13 Wo.)CH | UK40 (1 Wo.)UK | US1 Gold · (16 Wo.)US | Erstveröffentlichung: 2. Juni 2023 Verkäufe: + 5.560.000                                     |
| Japanische Alben     |                                   | | | | | | | |                                                                                              |
|                      |                                   | | | | | | | |                                                                                              |
| 2023                 | The Sound Epic Japan              | — | JP1 ×2Doppelplatin · (60 Wo.)JP | — | — | — | — | — | Erstveröffentlichung: 22. Februar 2023 Verkäufe: + 500.000                                   |
| 2024                 | Giant Epic Japan                  | — | JP1 ×2Doppelplatin · (17 Wo.)JP | — | — | — | — | — | Erstveröffentlichung: 13. November 2024 Verkäufe: + 500.000                                  |
| 2025                 | Hollow Epic Japan                 | — | JP— ×3DreifachplatinJP | — | — | — | — | — | Erstveröffentlichung: 18. Juni 2025 Verkäufe: + 750.000                                      |

### Mixtapes
| Jahr | Titel Musiklabel      | Höchstplatzierung, Gesamtwochen, AuszeichnungChartplatzierungen (Jahr, Titel, Musiklabel, Platzierungen, Wochen, Auszeichnungen, Anmerkungen) | Höchstplatzierung, Gesamtwochen, AuszeichnungChartplatzierungen (Jahr, Titel, Musiklabel, Platzierungen, Wochen, Auszeichnungen, Anmerkungen) | Höchstplatzierung, Gesamtwochen, AuszeichnungChartplatzierungen (Jahr, Titel, Musiklabel, Platzierungen, Wochen, Auszeichnungen, Anmerkungen) | Höchstplatzierung, Gesamtwochen, AuszeichnungChartplatzierungen (Jahr, Titel, Musiklabel, Platzierungen, Wochen, Auszeichnungen, Anmerkungen) | Höchstplatzierung, Gesamtwochen, AuszeichnungChartplatzierungen (Jahr, Titel, Musiklabel, Platzierungen, Wochen, Auszeichnungen, Anmerkungen) | Höchstplatzierung, Gesamtwochen, AuszeichnungChartplatzierungen (Jahr, Titel, Musiklabel, Platzierungen, Wochen, Auszeichnungen, Anmerkungen) | Höchstplatzierung, Gesamtwochen, AuszeichnungChartplatzierungen (Jahr, Titel, Musiklabel, Platzierungen, Wochen, Auszeichnungen, Anmerkungen) | Anmerkungen                                                   |
| Jahr | Titel Musiklabel      | KR | JP | DE | AT | CH | UK | US | Anmerkungen                                                   |
| ---- | --------------------- | --- | --- | --- | --- | --- | --- | --- | ------------------------------------------------------------- |
| 2024 | Hop JYP Entertainment | KR1 ×2Doppeldiamant · (… Wo.)KR | JP1 (12 Wo.)JP | DE3 (20 Wo.)DE | AT7 (11 Wo.)AT | CH2 (12 Wo.)CH | UK91 (1 Wo.)UK | US1 Gold · (13 Wo.)US | Erstveröffentlichung: 13. Dezember 2024 Verkäufe: + 2.550.000 |

### Kompilationen
| Jahr | Titel Musiklabel                     | Höchstplatzierung, Gesamtwochen, AuszeichnungChartsChartplatzierungen (Jahr, Titel, Musiklabel, Platzierungen, Wochen, Auszeichnungen, Anmerkungen) | Anmerkungen                                             |
| Jahr | Titel Musiklabel                     | JP | Anmerkungen                                             |
| ---- | ------------------------------------ | --- | ------------------------------------------------------- |
| 2019 | Unveil Stray Kids Epic Records Japan | — | Erstveröffentlichung: 19. September 2019                |
| 2020 | SKZ2020 Epic Records Japan           | JP3 Gold · (167 Wo.)JP | Erstveröffentlichung: 18. März 2020 Verkäufe: + 100.000 |
| 2021 | SKZ2021 JYP                          | — | Erstveröffentlichung: 23. Dezember 2021                 |
| 2022 | SKZ-Replay JYP                       | — | Erstveröffentlichung: 21. Dezember 2022                 |

### EPs
| Jahr               | Titel Musiklabel                                            | Höchstplatzierung, Gesamtwochen, AuszeichnungChartplatzierungen (Jahr, Titel, Musiklabel, Platzierungen, Wochen, Auszeichnungen, Anmerkungen) | Höchstplatzierung, Gesamtwochen, AuszeichnungChartplatzierungen (Jahr, Titel, Musiklabel, Platzierungen, Wochen, Auszeichnungen, Anmerkungen) | Höchstplatzierung, Gesamtwochen, AuszeichnungChartplatzierungen (Jahr, Titel, Musiklabel, Platzierungen, Wochen, Auszeichnungen, Anmerkungen) | Höchstplatzierung, Gesamtwochen, AuszeichnungChartplatzierungen (Jahr, Titel, Musiklabel, Platzierungen, Wochen, Auszeichnungen, Anmerkungen) | Höchstplatzierung, Gesamtwochen, AuszeichnungChartplatzierungen (Jahr, Titel, Musiklabel, Platzierungen, Wochen, Auszeichnungen, Anmerkungen) | Höchstplatzierung, Gesamtwochen, AuszeichnungChartplatzierungen (Jahr, Titel, Musiklabel, Platzierungen, Wochen, Auszeichnungen, Anmerkungen) | Höchstplatzierung, Gesamtwochen, AuszeichnungChartplatzierungen (Jahr, Titel, Musiklabel, Platzierungen, Wochen, Auszeichnungen, Anmerkungen) | Anmerkungen                                                               |
| Jahr               | Titel Musiklabel                                            | KR | JP | DE | AT | CH | UK | US | Anmerkungen                                                               |
| ------------------ | ----------------------------------------------------------- | --- | --- | --- | --- | --- | --- | --- | ------------------------------------------------------------------------- |
| Südkoreanische EPs |                                                             | | | | | | | |                                                                           |
|                    |                                                             | | | | | | | |                                                                           |
| 2018               | Mixtape JYP Entertainment, Genie Music                      | KR2 Platin · (… Wo.)KR | JP47 (34 Wo.)JP | — | — | — | — | — | Erstveröffentlichung: 8. Januar 2018 Verkäufe: + 250.000                  |
| 2018               | I Am Not JYP Entertainment, Iriver                          | KR4 Platin · (… Wo.)KR | — | — | — | — | — | — | Erstveröffentlichung: 26. März 2018 Verkäufe: + 250.000                   |
| 2018               | I Am Who JYP Entertainment, Iriver                          | KR3 Platin · (… Wo.)KR | JP34 (62 Wo.)JP | — | — | — | — | — | Erstveröffentlichung: 6. August 2018 Verkäufe: + 250.000                  |
| 2018               | I Am You JYP Entertainment, Iriver                          | KR2 Platin · (… Wo.)KR | JP34 (48 Wo.)JP | — | — | — | — | — | Erstveröffentlichung: 22. Oktober 2018 Verkäufe: + 250.000                |
| 2019               | Clé 1: Miroh JYP Entertainment, Iriver                      | KR1 Platin · (… Wo.)KR | JP15 (59 Wo.)JP | — | — | — | — | — | Erstveröffentlichung: 25. März 2019 Verkäufe: + 250.000                   |
| 2019               | Clé 2: Yellow Wood JYP Entertainment, Dreamus               | KR2 Platin · (… Wo.)KR | JP17 (41 Wo.)JP | — | — | — | — | — | Erstveröffentlichung: 19. Juni 2019 Verkäufe: + 250.000                   |
| 2019               | Clé: Levanter JYP Entertainment                             | KR1 Platin · (… Wo.)KR | JP17 (54 Wo.)JP | — | — | — | — | — | Erstveröffentlichung: 9. Dezember 2019 Verkäufe: + 250.000                |
| 2022               | Oddinary JYP Entertainment                                  | KR1 ×2Doppeldiamant · (… Wo.)KR | JP4 (126 Wo.)JP | DE43 (1 Wo.)DE | AT11 (13 Wo.)AT | CH10 (12 Wo.)CH | UK95 (1 Wo.)UK | US1 (7 Wo.)US | Erstveröffentlichung: 18. März 2022 Verkäufe: + 2.000.000                 |
| 2022               | Maxident JYP Entertainment                                  | KR1 ×3Dreifachdiamant · (… Wo.)KR | JP3 (108 Wo.)JP | DE73 (1 Wo.)DE | AT14 (4 Wo.)AT | CH9 (2 Wo.)CH | UK85 (1 Wo.)UK | US1 Gold · (6 Wo.)US | Erstveröffentlichung: 7. Oktober 2022 Verkäufe: + 3.500.000               |
| 2023               | Rock-Star JYP Entertainment                                 | KR1 ×4Vierfachdiamant · (40 Wo.)KR | JP1 (69 Wo.)JP | DE2 (17 Wo.)DE | AT1 (16 Wo.)AT | CH4 (14 Wo.)CH | UK69 (1 Wo.)UK | US1 Gold · (14 Wo.)US | Erstveröffentlichung: 10. November 2023 Verkäufe: + 4.550.000             |
| 2024               | Ate JYP Entertainment                                       | KR1 ×2Doppeldiamant · (… Wo.)KR | JP2 (33 Wo.)JP | DE2 (9 Wo.)DE | AT1 (12 Wo.)AT | CH2 (9 Wo.)CH | UK62 (1 Wo.)UK | US1 Gold · (14 Wo.)US | Erstveröffentlichung: 19. Juli 2024 Verkäufe: + 2.550.000                 |
| 2025               | Mixtape: Dominate JYP Entertainment                         | — | — | — | — | CH86 (1 Wo.)CH | — | — | Erstveröffentlichung: 21. März 2025                                       |
| Japanische EPs     |                                                             | | | | | | | |                                                                           |
|                    |                                                             | | | | | | | |                                                                           |
| 2020               | All In JYP Entertainment, Epic Records Japan                | — | JP2 Gold · (148 Wo.)JP | — | — | — | — | — | Erstveröffentlichung: 4. November 2020 Verkäufe: + 100.000                |
| 2022               | Circus Epic Records Japan                                   | — | JP2 Platin · (89 Wo.)JP | — | — | — | — | — | Erstveröffentlichung: 22. Juni 2022 Verkäufe: + 250.000                   |
| 2023               | Social Path / Super Bowl (Japanese Ver.) Epic Records Japan | — | JP1 Diamant · (48 Wo.)JP | — | — | — | — | — | Erstveröffentlichung: 6. September 2023 feat. LiSA; Verkäufe: + 1.000.000 |

### Single-Alben
| Jahr | Titel Musiklabel                           | Höchstplatzierung, Gesamtwochen, AuszeichnungChartsChartplatzierungen (Jahr, Titel, Musiklabel, Platzierungen, Wochen, Auszeichnungen, Anmerkungen) | Anmerkungen                                                 |
| Jahr | Titel Musiklabel                           | KR | Anmerkungen                                                 |
| ---- | ------------------------------------------ | --- | ----------------------------------------------------------- |
| 2020 | Step Out of Clé JYP Entertainment, Dreamus | — | Erstveröffentlichung: 24. Januar 2020                       |
| 2021 | Christmas EveL JYP Entertainment, Dreamus  | KR1 ×3Dreifachplatin · (100 Wo.)KR | Erstveröffentlichung: 29. November 2021 Verkäufe: + 750.000 |

### Singles
| Jahr | Titel Album                  | Höchstplatzierung, Gesamtwochen, AuszeichnungChartplatzierungen (Jahr, Titel, Album, Platzierungen, Wochen, Auszeichnungen, Anmerkungen) | Höchstplatzierung, Gesamtwochen, AuszeichnungChartplatzierungen (Jahr, Titel, Album, Platzierungen, Wochen, Auszeichnungen, Anmerkungen) | Höchstplatzierung, Gesamtwochen, AuszeichnungChartplatzierungen (Jahr, Titel, Album, Platzierungen, Wochen, Auszeichnungen, Anmerkungen) | Höchstplatzierung, Gesamtwochen, AuszeichnungChartplatzierungen (Jahr, Titel, Album, Platzierungen, Wochen, Auszeichnungen, Anmerkungen) | Höchstplatzierung, Gesamtwochen, AuszeichnungChartplatzierungen (Jahr, Titel, Album, Platzierungen, Wochen, Auszeichnungen, Anmerkungen) | Höchstplatzierung, Gesamtwochen, AuszeichnungChartplatzierungen (Jahr, Titel, Album, Platzierungen, Wochen, Auszeichnungen, Anmerkungen) | Höchstplatzierung, Gesamtwochen, AuszeichnungChartplatzierungen (Jahr, Titel, Album, Platzierungen, Wochen, Auszeichnungen, Anmerkungen) | Anmerkungen                                                |
| Jahr | Titel Album                  | KR | JP | DE | AT | CH | UK | US | Anmerkungen                                                |
| ---- | ---------------------------- | --- | --- | --- | --- | --- | --- | --- | ---------------------------------------------------------- |
| 2020 | TOP -Japanese ver.- All In   | — | JP1 Gold · (214 Wo.)JP | — | — | — | — | — | Erstveröffentlichung: 3. Juni 2020 Verkäufe: + 100.000     |
| 2021 | Thunderous (소리꾼) Noeasy   | KR33 (3 Wo.)KR | JP— Gold (Streaming)JP | — | — | — | — | US— GoldUS | Erstveröffentlichung: 23. August 2021 Verkäufe: + 500.000  |
| 2021 | Scars –                      | — | JP2 Platin · (123 Wo.)JP | — | — | — | — | — | Erstveröffentlichung: 13. Oktober 2021 Verkäufe: + 250.000 |
| 2021 | Christmas EveL               | KR114 (1 Wo.)KR | — | — | — | — | — | — | Erstveröffentlichung: 29. November 2021                    |
| 2021 | Winter Falls Christmas EveL  | KR151 (1 Wo.)KR | — | — | — | — | — | — | Erstveröffentlichung: 29. November 2021                    |
| 2022 | Maniac Oddinary              | KR29 (1 Wo.)KR | JP— Gold (Streaming)JP | DE— cDE | — | — | UK98 (1 Wo.)UK | US— GoldUS | Erstveröffentlichung: 18. März 2022 Verkäufe: + 500.000    |
| 2022 | Case 143 Maxident            | KR20 (2 Wo.)KR | JP— ×2Doppelplatin (Streaming)JP | — | — | — | — | — | Erstveröffentlichung: 7. Oktober 2022                      |
| 2023 | S-Class (특) 5-Star          | KR34 (5 Wo.)KR | JP— Gold (Streaming)JP | DE— dDE | — | — | UK100 (1 Wo.)UK | — | Erstveröffentlichung: 2. Juni 2023                         |
| 2023 | Lalalala (락 (樂)) Rock-Star | KR6 (3 Wo.)KR | JP— Gold (Streaming)JP | — | AT73 (1 Wo.)AT | CH78 (1 Wo.)CH | UK44 (1 Wo.)UK | US90 (1 Wo.)US | Erstveröffentlichung: 10. November 2023                    |
| 2024 | Lose My Breath –             | — | — | — | — | — | UK97 (1 Wo.)UK | US90 (1 Wo.)US | Erstveröffentlichung: 10. Mai 2024 feat. Charlie Puth      |
| 2024 | Chk Chk Boom Ate             | KR23 (5 Wo.)KR | — | DE64 (1 Wo.)DE | AT61 (1 Wo.)AT | CH100 (1 Wo.)CH | UK30 (3 Wo.)UK | US49 (1 Wo.)US | Erstveröffentlichung: 19. Juli 2024                        |
| 2024 | Walkin on Water Hop          | KR137 (2 Wo.)KR | — | — | — | — | — | — | Erstveröffentlichung: 13. Dezember 2024                    |

Weitere Singles
- 2017: Hellevator
- 2018: District 9
- 2018: My Pace
- 2018: I Am You
- 2019: Miroh (JP: Gold (Streaming))
- 2019: Side Effects (부작용)
- 2019: Double Knot
- 2019: Levanter (바람)
- 2019: Mixtape: Gone Days
- 2020: God’s Menu (神메뉴) (JP: Gold (Streaming), US: Gold)
- 2020: Mixtape: On Track (바보라도 알아)
- 2020: Back Door (JP: Gold (Streaming), US: Gold)
- 2021: All In
- 2021: Going Dumb
- 2021: Mixtape: Oh (애)
- 2022: Your Eyes
- 2022: Circus
- 2022: Mixtape: Time Out
- 2022: Maxident
- 2023: The Sound
- 2023: Super Bowl
- 2023: Social Path (feat. LiSA)
- 2024: Night
- 2024: Falling Up
- 2024: Come Play (mit Young Miko und Tom Morello)
- 2024: Giant

### Musikvideos
| Jahr | Titel                             | Koreanischer Name                  | Album                         | Regie                         | Anmerkungen                                              |
| ---- | --------------------------------- | ---------------------------------- | ----------------------------- | ----------------------------- | -------------------------------------------------------- |
| 2017 | Hellevator                        | 헬리베이터                         | Mixtape                       | OJun Kwon (AR Film)           | Music Video, Erstveröffentlichung: 6. Oktober 2017       |
| 2018 | Beware                            | 총량의 법칙                        | Mixtape                       | Jimmy (BS Pictures)           | Performance Video, Erstveröffentlichung: 7. Januar 2018  |
| 2018 | Spread My Wings                   | 어린 날개                          | Mixtape                       | Jimmy (BS Pictures)           | Performance Video, Erstveröffentlichung: 15. Januar 2018 |
| 2018 | District 9                        | 디스트릭트 나인                    | I Am Not                      | Kim Yongsoo (Highqualityfish) | Debut MV, Erstveröffentlichung: 26. März 2018            |
| 2018 | Grow Up                           | 잘 하고 있어                       | I Am Not                      | Kim Yongsoo (Highqualityfish) | Music Video, Erstveröffentlichung: 30. März 2018         |
| 2018 | Mirror                            | 미러                               | I Am Not                      | Kim Yongsoo (Highqualityfish) | Performance Video, Erstveröffentlichung: 22. April 2018  |
| 2018 | My Pace                           |                                    | I Am Who                      | Kim Yongsoo (Highqualityfish) | Comeback Video, Erstveröffentlichung: 6. August 2018     |
| 2018 | Voices                            |                                    | I Am Who                      | Kim Yongsoo (Highqualityfish) | Performance Video, Erstveröffentlichung: 15. August 2018 |
| 2018 | M.I.A                             |                                    | I Am Who                      | Kim Yongsoo (Highqualityfish) | Performance Video, Erstveröffentlichung: 19. August 2018 |
| 2018 | Awkward Silence                   | 갑자기 분위기 싸해질 필요 없잖아요 | I Am Who                      | Kim Yongsoo (Highqualityfish) | Music Video, Erstveröffentlichung: 27. August 2018       |
| 2018 | Mixtape #2                        |                                    | I Am Who                      | Kim Yongsoo (Highqualityfish) | Special Video, Erstveröffentlichung: 5. September 2018   |
| 2018 | I Am You                          |                                    | I Am You                      | Kim Yongsoo (Highqualityfish) | Comeback Video, Erstveröffentlichung: 22. Oktober 2018   |
| 2018 | Get Cool                          |                                    | I Am You                      | Kim Yongsoo (Highqualityfish) | Music Video, Erstveröffentlichung: 14. November 2018     |
| 2019 | Miroh                             |                                    | Clé 1: Miroh                  | Kim Yongsoo (Highqualityfish) | Comeback Video, Erstveröffentlichung: 24. März 2019      |
| 2019 | Victory Song                      | 승전가                             |                               | Kim Yongsoo (Highqualityfish) | Performance Video                                        |
| 2019 | Chronosaurus                      |                                    |                               | Kim Yongsoo (Highqualityfish) | Video                                                    |
| 2019 | Side Effects                      | 부작용                             | Clé 2: Yellow Wood            | Kim Yongsoo (Highqualityfish) | Comeback Video, Erstveröffentlichung: 19. Juni 2019      |
| 2019 | TMT                               | 별생각                             |                               |                               | Video                                                    |
| 2019 | Double Knot                       |                                    | Clé: Levanter                 | Ziyong Kim (Fantasy Lab)      | Music Video, Erstveröffentlichung: 9. Oktober 2019       |
| 2019 | Astronaut                         |                                    | Clé: Levanter                 | Ziyong Kim (Fantasy Lab)      | Music Video, Erstveröffentlichung: 13. November 2019     |
| 2019 | Levanter                          | 바람                               | Clé: Levanter                 | Ziyong Kim (Fantasy Lab)      | Comeback Video, Erstveröffentlichung: 9. Dezember 2019   |
| 2019 | Mixtape: Gone Days                | 곤데이즈                           | Single                        | Ziyong Kim (Fantasy Lab)      | Music Video, Erstveröffentlichung: 26. Dezember 2019     |
| 2020 | Levanter -Japanese ver.-          |                                    |                               |                               | Music Video                                              |
| 2020 | Top -Japanese ver.-               |                                    |                               |                               |                                                          |
| 2020 | God’s Menu                        | 神메뉴                             | Go Live                       |                               |                                                          |
| 2020 | Blueprint                         | 청사진                             | Go Live                       |                               |                                                          |
| 2020 | Back Door                         | 백도어                             | In Life                       |                               |                                                          |
| 2020 | Ex                                | 미친 놈                            |                               |                               |                                                          |
| 2020 | Any                               | 아니                               |                               |                               |                                                          |
| 2020 | God’s Menu -Japanese ver.-        | 神メニュー -Japanese ver.-         | Single                        |                               |                                                          |
| 2020 | All In                            |                                    |                               |                               |                                                          |
| 2021 | Mixtape: Oh                       | 애                                 | Single                        |                               |                                                          |
| 2021 | Thunderous                        | 소리꾼                             | NoEasy                        | Bang Jae-yeob                 |                                                          |
| 2021 | The View                          |                                    | NoEasy                        |                               |                                                          |
| 2021 | Cheese                            |                                    | NoEasy                        |                               |                                                          |
| 2021 | Scars                             |                                    | Single                        |                               |                                                          |
| 2021 | Christmas EveL                    |                                    | Christmas EveL                |                               |                                                          |
| 2021 | Winter Falls                      |                                    | Christmas EveL                |                               |                                                          |
| 2021 | 24 to 25                          |                                    | Christmas EveL                |                               |                                                          |
| 2021 | Placebo                           |                                    | SKZ2021                       |                               | Special Video                                            |
| 2021 | #LoveSTAY                         |                                    | SKZ-REPLAY                    |                               |                                                          |
| 2022 | Maniac                            | 매니악                             | Oddinary                      |                               |                                                          |
| 2022 | Venom                             | 거미줄                             | Oddinary                      |                               |                                                          |
| 2022 | Lonely St.                        |                                    | Oddinary                      |                               |                                                          |
| 2022 | Freeze                            | 땡                                 | Oddinary                      |                               |                                                          |
| 2022 | Your Eyes                         |                                    | Circus (Japanische EP)        |                               |                                                          |
| 2022 | Circus                            |                                    | Circus (Japanische EP)        |                               |                                                          |
| 2022 | Mixtape: Time Out                 |                                    | Single                        |                               |                                                          |
| 2022 | Case 143                          |                                    | Maxident                      |                               |                                                          |
| 2022 | Super Board                       |                                    | Maxident                      |                               |                                                          |
| 2022 | Chill                             |                                    | Maxident                      |                               |                                                          |
| 2022 | Give me your TMI                  |                                    | Maxident                      |                               |                                                          |
| 2022 | Fam (Korean Ver.)                 |                                    | SKZ-REPLAY                    |                               |                                                          |
| 2023 | Case 143 -Japanese ver.-          |                                    | The Sound (Japanisches Album) |                               |                                                          |
| 2023 | The Sound                         | 더 사운드                          | The Sound (Japanisches Album) |                               |                                                          |
| 2023 | There                             |                                    | The Sound (Japanisches Album) |                               |                                                          |
| 2023 | S-Class                           |                                    | 5-Star                        |                               |                                                          |
| 2023 | DLC                               |                                    | 5-Star                        |                               |                                                          |
| 2023 | FNF                               |                                    | 5-Star                        |                               |                                                          |
| 2023 | Get lit                           | 죽어보자                           | 5-Star                        |                               |                                                          |
| 2023 | TOPLINE (Feat. Tiger JK)          |                                    | 5-Star                        |                               |                                                          |
| 2023 | Youtiful                          |                                    | 5-Star                        |                               | Animationsvideo                                          |
| 2023 | Superbowl - Japanische Version    |                                    | Single                        |                               |                                                          |
| 2023 | Social Path (feat. LiSA)          |                                    | Single                        |                               |                                                          |
| 2023 | Lalalala                          | 락 (樂)                            | Rock-Star                     |                               |                                                          |
| 2023 | Megaverse                         |                                    | Rock-Star                     |                               |                                                          |
| 2024 | Lose My Breath feat. Charlie Puth |                                    | Single                        |                               |                                                          |
| 2024 | Chk Chk Boom                      |                                    | ATE                           |                               |                                                          |
| 2024 | Mountains                         |                                    | ATE                           |                               |                                                          |
| 2024 | Stray Kids                        |                                    | ATE                           |                               |                                                          |
| 2024 | JJAM                              |                                    | ATE                           |                               |                                                          |
| 2024 | GIANT                             |                                    | GIANT (Japanisches Album)     |                               |                                                          |
| 2024 | Christmas Love                    |                                    | GIANT (Japanisches Album)     |                               |                                                          |
| 2024 | Walkin on Water                   |                                    | HOP                           |                               |                                                          |
| 2024 | Hallucination (Solo I.N)          |                                    | HOP                           |                               |                                                          |
| 2024 | As we are (Solo Seungmin)         |                                    | HOP                           |                               |                                                          |
| 2024 | Unfair (Solo Felix)               |                                    | HOP                           |                               |                                                          |
| 2024 | Hold my hand (Solo HAN)           |                                    | HOP                           |                               |                                                          |
| 2024 | So Good (Solo Hyunjin)            |                                    | HOP                           |                               |                                                          |
| 2024 | ULTRA (Solo Changbin)             |                                    | HOP                           |                               |                                                          |
| 2024 | Youth (Solo Lee Know)             |                                    | HOP                           |                               |                                                          |
| 2024 | Railway (Solo Bang Chan)          |                                    | HOP                           |                               |                                                          |

## Auszeichnungen für Musikverkäufe
| Goldene Schallplatte - Frankreich - 2023: für das Album 5-Star - 2024: für das Album Rock-Star - 2024: für das Album Ate - 2025: für das Album Hop - Polen - 2023: für das Album 5-Star |

Anmerkung: Auszeichnungen in Ländern aus den Charttabellen bzw. Chartboxen sind in ebendiesen zu finden.
| Land/RegionAuszeichnungen für Musikverkäufe (Land/Region, Auszeichnungen, Verkäufe, Quellen) | Gold       | Platin       | Diamant       | Verkäufe   | Quellen         |
| -------------------------------------------------------------------------------------------- | ---------- | ------------ | ------------- | ---------- | --------------- |
| Frankreich (SNEP)                                                                            | 4× Gold4   | —            | —             | 200.000    | snepmusique.com |
| Japan (RIAJ)                                                                                 | 10× Gold10 | 11× Platin11 | Diamant1      | 3.650.000  | riaj.or.jp JP2  |
| Polen (ZPAV)                                                                                 | Gold1      | —            | —             | 10.000     | olis.pl         |
| Südkorea (KMCA)                                                                              | —          | 16× Platin16 | 19× Diamant19 | 23.000.000 | circlechart.kr  |
| Vereinigte Staaten (RIAA)                                                                    | 9× Gold9   | —            | —             | 4.500.000  | riaa.com        |
| Insgesamt                                                                                    | 24× Gold24 | 27× Platin27 | 20× Diamant20 |            |                 |

## Auszeichnungen
| Jahr | Show                                   | Kategorie                       | Award/Daesang/Bonsang |
| ---- | -------------------------------------- | ------------------------------- | --------------------- |
| 2018 | Asia Artist Awards                     | Rookie of the Year              | Award                 |
| 2018 | The Fact Music Award                   | Next Leader Award               | Award                 |
| 2018 | Genie Music Awards                     | Male Rookie Award               | Award                 |
| 2018 | MAMA Awards                            | Best New Male Artist            | Award                 |
| 2018 | Soribada Best K-Music Awards           | New Hallyu Rookie Award         | Award                 |
| 2019 | Asia Artist Awards                     | Groove Award                    | Award                 |
| 2019 | Asia Artist Awards                     | Star15 Popularity Award         | Award                 |
| 2019 | Asia Model Awards                      | New Star Award                  | Award                 |
| 2019 | Circle Chart Music Awards              | New Artist of the Year          | Award                 |
| 2019 | The Fact Music Awards                  | Year Dance Performer            | Award                 |
| 2019 | Golden Disc Award                      | Best New Artist                 | Award                 |
| 2019 | Korea First Brand Awards               | Male Rookie Idol Award          | Award                 |
| 2019 | Seoul Music Awards                     | Rookie of the Year              | Award                 |
| 2019 | Soompi Awards                          | Rookie of the Year              | Award                 |
| 2019 | Soribada Best K-Music Awards           | Rising Hot Star Award           | Award                 |
| 2019 | V Live Awards                          | Global Artist Top 12            | Award                 |
| 2019 | V Live Awards                          | Global Rookie Top 5             | Award                 |
| 2020 | Asia Artist Awards                     | Best Music Video Award          | Award                 |
| 2020 | Circle Chart Music Awards              | World Rookie of the Year        | Award                 |
| 2020 | The Fact Music Awards                  | Global Hottest Award            | Award                 |
| 2020 | MTV Europe Music Awards                | Best Korean Act                 | Award                 |
| 2020 | Soribada Best K-Music Awards           | Global Hot Trend Award          | Award                 |
| 2021 | Asia Artist Awards                     | Performance of the Year         | Daesang               |
| 2021 | Circle Chart Music Awards              | The Hot Performance of the Year | Award                 |
| 2021 | The Fact Music Awards                  | Artist of the Year              | Bonsang               |
| 2021 | Golden Disc Awards                     | Best Performance Award          | Award                 |
| 2021 | Hanteo Music Awards                    | Artist Male Group Award         | Award                 |
| 2021 | Japan Gold Disc Award                  | Best 3 New Asia Artist          | Award                 |
| 2021 | Korea First Brand Awards               | Hot Trend                       | Award                 |
| 2021 | MAMA Awards                            | Worldwide Fans' Choice Top 10   | Award                 |
| 2021 | Seoul Music Awards                     | Main Award                      | Award                 |
| 2022 | Asia Artist Awards                     | Album of the Year               | Daesang               |
| 2022 | Asia Artist Awards                     | Best Choice Award               | Award                 |
| 2022 | Asia Pop Music Awards                  | People's Choice Award           | Award                 |
| 2022 | Circle Chart Music Awards              | World K-Pop Star                | Award                 |
| 2022 | The Fact Music Awards                  | Artist of the Year              | Bonsang               |
| 2022 | The Fact Music Awards                  | Fan N Star Four Star Award      | Award                 |
| 2022 | Golden Disc Award                      | Best Album                      | Bonsang               |
| 2022 | MAMA Awards                            | Worldwide Fans' Choice Top 10   | Award                 |
| 2022 | MAMA Awards                            | Yogibo Chill Artist             | Award                 |
| 2022 | MAMA Awards                            | Most Popular Group              | Award                 |
| 2022 | Mnet Japan Fans' Choice Awards         | Artist of the Year              | Award                 |
| 2022 | K-Champ Awards                         | K-Champ of the Year             | Daesang               |
| 2023 | Asia Artist Awards                     | Stage of the Year               | Daesang               |
| 2023 | Asia Artist Awards                     | Fabulous Award                  | Award                 |
| 2023 | Asia Artist Awards                     | Best Creator Award (3RACHA)     | Award                 |
| 2023 | Asia Pop Music Awards                  | Best Overseas Group             | Award                 |
| 2023 | Asia Pop Music Awards                  | Top 20 Album of the Year        | Award                 |
| 2023 | Billboard Music Awards                 | Top K-Pop Album                 | Award                 |
| 2023 | Circle Chart Music Awards              | Album of the Year               | Award                 |
| 2023 | The Fact Music Awards                  | Artist of the Year              | Bonsang               |
| 2023 | The Fact Music Awards                  | Fan N Star Four Star Award      | Award                 |
| 2023 | Golden Disc Awards                     | Best Album                      | Award                 |
| 2023 | Golden Disc Awards                     | Most Popular Artist             | Bonsang               |
| 2023 | Bulettin Awards                        | Group of the Year               | Award                 |
| 2023 | Hanteo Music Awards                    | Artist of the Year              | Bonsang               |
| 2023 | Hanteo Music Awards                    | Best Performance                | Daesang               |
| 2023 | Hanteo Music Awards                    | Global Artist Award – Japan     | Award                 |
| 2023 | K Global Heart Dream Awards            | Best Artist Award               | Bonsang               |
| 2023 | K Global Heart Dream Awards            | 4th Generation Boy Group Award  | Award                 |
| 2023 | Korea First Band Awards                | Best Male Idol                  | Award                 |
| 2023 | MAMA Awards                            | Worldwide Fans’ Choice          | Award                 |
| 2023 | Mnet Japan Fans’ Choice Awards         | Artist of the Year              | Award                 |
| 2023 | MTV Video Music Awards                 | Best K-Pop                      | Award                 |
| 2023 | MTV Video Music Awards Japan           | Best International Music Video  | Award                 |
| 2023 | Nickelodeon Mexico Kids’ Choice Awards | Favourite K-Pop Group           | Award                 |
| 2023 | Seoul Music Awards                     | Main Award                      | Award                 |
| 2024 | Asia Star Entertainer Awards           | The Best Group                  | Award                 |
| 2024 | Album of the Year                      |                                 | Award                 |
| 2024 |                                        | The Grand Prize                 | Daesang               |
| 2024 | Circle Chart Music Awards              | Artist of the Year              | Award                 |
| 2024 | Hanteo Music Awards                    | Artist of the Year              | Bonsang               |
| 2024 |                                        | Best Performance                | Daesang               |
| 2024 | Golden Disc Awards                     | Best Album                      | Bonsang               |
| 2024 |                                        | Global K-Pop Artist Award       | Award                 |
| 2024 | Golden Disc Awards Japan               | Best 5 Singles                  | Award                 |
| 2024 | Seoul Music Awards                     | Main Award                      | Award                 |
| 2024 | Korean Visionary Awards                | 2024 Visionary                  | Award                 |
| 2024 | People Choice Awards                   | Group of the Year               | Award                 |
| 2024 | iHeart Radio Awards                    | Top Kpop Album                  | Award                 |
| 2024 | The Fact Music Awards                  | Fan N Star Four Star Award      | Award                 |
| 2024 | Shining Awards                         | Top 2023 Album                  | Award                 |
| 2024 | Billboard Music Awards                 | Top Global K-Pop Award          | Award                 |
| 2024 | MAMA Awards                            | Fans' Choice Male Top 10        | Award                 |

Im Totalen sind es 84 Gewinne von insgesamt 184 Nominationen. Bestehend aus 9 Bonsangs, welches Hauptpreise sind, die jedoch an mehrere Künstler verliehen werden können. Darunter sind auch 7 Daesangs, womit sie die 4.Generation K-Pop Boygruppe mit den meisten Daesangs ist. Über ihnen liegt NewJeans mit 10 Daesangs. Daesangs sind Hauptpreise, die nur an einen einzigen Künstler vergeben werden können.

## Tourneen
- 2020: District 9 Unlock World Tour
- 2022–2023: Maniac World Tour
- 2023: 5-Star Dome Tour
- 2024–2025: dominATE World Tour

## Filmografie
Reality-Shows
- Stray Kids (2017, Mnet)
- The 9th (2018, Naver V Live)
- Intro: I Am Not (2018, Naver V Live)
- SKZ-TALKER (2018, Naver V Live)
- Spot Kids (2018, Youtube)
- The 9th Season 2 (2018, Naver V Live)
- Intro: I Am Who (2018, Naver V Live)
- SKZ-TALKER (2018, Naver V Live)
- SKZ’s Honey Tips (2018, Naver V Live)
- The 9th Season 4 (2019, Naver V Live)
- One Kid’s Room (2019, Youtube)
- Channies Room – 찬이의 "방" (2019–2022, V Live; 2022 – März 2023, Youtube)
- Two Kids Room+1 – 투키즈룸+1 (2020, Youtube)
- 2 Kids Room – 투키즈룸 (2022, Youtube)
- Racha Log (2023, Youtube)[63]
- 2 Kids Show (2023, Youtube)
- One Kid's Room (2024, Youtube)